# You Don’t Understand Me
You Don’t Understand Me – singel szwedzkiego duetu Roxette. Został wydany w październiku 1995. jako pierwszy promujący album Don’t Bore Us, Get to the Chorus!. Piosenka została stworzona przez Pera Gessle wraz z Desmondem Childem i był to pierwszy raz, gdy Gessle będąc członkiem Roxette, współpracował z innym artystą. Utwór stał się hitem w wielu krajach europejskich. Został także wydany na singlu "Anyone" w 1999.
W 1996 zespół nagrał hiszpańskojęzyczną wersję piosenki pt. „Tu No Me Comprendes” która ostatecznie została odrzucona przy układaniu tracklisty albumu Baladas En Español. Oficjalnie wydana została dopiero w boxie Bag of Trix w grudniu 2020, na który składają się m.in. niepublikowane nigdzie wcześniej nagrania zespołu. Teledysk do tej wersji piosenki został zmontowany z archiwalnych nagrań wideo przedstawiających Marie i Pera.

## Utwory

### CD1
- You Don’t Understand Me
- The Look (Acoustic Abbey Road version)
- Listen to Your Heart (Acoustic Abbey Road version)
- You Don’t Understand Me (Acoustic Abbey Road version)

### CD2
- You Don’t Understand Me
- Almost Unreal (Demo version)
- Harleys & Indians
- The Sweet Hello, the Sad Goodbye